# ジャンルカ・コモット
ジャンルカ・コモット（Gianluca Comotto, 1978年10月16日 - ）はイタリア・イヴレーア出身、ペルージャ・カルチョ所属の元サッカー選手。現役時代のポジションはディフェンダー。
様々なプロビンチャをレンタルや共同保有で転々としながらも、キャリアを通してトリノFCとの関係が深い選手であり同クラブではキャプテンを務めた。そういった経緯から、トリノFCとライバル関係にあるユヴェントスのキャプテンであり、同クラブの象徴でもあるアレッサンドロ・デル・ピエロに対してマスコミを通じて数々の問題発言をすることでも知られる。そのことからユヴェントスを敵対視するフィオレンティーナのティフォージからの受けは良い。フィオレンティーナにはクラブがセリエC2に降格時にも在籍し、2008年に出戻りという形で移籍した。フィオレンティーナのスポーツディレクターであるパンタレオ・コルヴィーノに、「2008年時にセリエAではマイコン以外でコモット以上の右サイドバックはいない」という獲得理由を述べていた。
2011年6月にフィオレンティーナとの契約が終了し、同7月9日にACチェゼーナと2年契約したと発表された。